# Hockey Club Coruña Femenino
El Hockey Club Coruña Femenino es un club de hockey sobre patines español de la ciudad de La Coruña, fundado en 2023 tras la desaparición del equipo femenino del Hockey Club Liceo. El club fue presentado en mayo de 2023.
El Hockey Club Liceo cedió al Hockey Club Coruña Femenino su plaza en la OK Liga Femenina para comenzar a competir en la temporada 2023-24. Seis exjugadoras del Liceo y el entrenador se incorporaron al nuevo equipo.